# 济南清真北大寺
36°39′39.34″N 117°00′12.98″E / 36.6609278°N 117.0036056°E
济南清真北大寺为位于中国山东省济南市市中区回民小区内永长街上的一处清真寺建筑群，因别于位于同一条街的清真南大寺而名，始建于明弘治年间，清乾隆、嘉庆、道光、光绪和民国初年均有修扩。
该寺建筑坐西向东，分为两进院落，中轴线上依次为影壁、大门、二门、大殿、望月楼和后配殿，一进院内设南北讲堂各三间，现分别作为阿訇室（其后跨院内设有沐浴室）和寺管委会办公室，二进院内设南北讲堂各五间和配房各两间，其中讲堂现分别作为接待室和教长室，配房现为阿訇居室。大殿前出卷棚顶抱厦（其中悬有李鸿章所书的“清真古教”匾额一方），纵深方向由前殿、中殿和后殿勾连搭组合而成，总面积约900平方米，以中殿顶端可登梯而上的亭阁式望月楼作为全殿中心。寺内后配殿现亦设有伊斯兰教职人员培训中心。